# خيسوس ماريا (قرطبة)
خيسوس ماريا، قرطبة (بالإسبانية: Jesús María, Córdoba)‏ هي منطقة سكنية تقع في الأرجنتين في Colón Department, Córdoba.[بحاجة لمصدر] يقدر عدد سكانها بـ 26,825 نسمة وترتفع عن سطح البحر 530 متر.

## أعلام
- جورج كارانزا
- فيديريكو برافو
- فابريسيو في